# Краковецька Зеновія Романівна
Краковецька Зеновія Романівна  10 січня 1937, Перемишль — заслужена майстриня народної творчості України, Голова Львівського обласного осередку НСМНМУ. Член НСХУ з 1988 р., НСМНМУ з 1991 р.

## Життєпис
Народилася 10 січня 1937 р. у місті Перемишлі (Польща).
Закінчила Львівський державний інститут прикладного та декоративного мистецтва.
Член НСХУ з 1988 р., НСМНМУ з 1991 р.
- Голова Львівського обласного осередку НСМНМУ.
- Заслужена майстриня народної творчості України.
- Перша премія Академії педагогічних наук (1983 р., Єреван, 1988 р., Ташкент).
- Працює в галузі декоративно-прикладного мистецтва, народного мистецтва, мистецтвознавства.
- Основні твори: керамічні сервізи, костюми для хорової капели М.Ревуцького, козацького ансамблю м. Запоріжжя.
- Співавторка книжки «Прикрась свій дім» (1988 р., 2-е вид.- 1999 р.). Авторка статей «Українська культура на зламі XIX- XX століть», «На пограниччі культур», «Маловідомі сторінки життя і творчості О. Кульчицької» та ін.
- Персональні виставки в Києві (1985 р.), Львові(1986 р.), Перемишлі (Польща, 2000 р.). Учасниця всеукраїнських виставок у Києві, міжнародних- в Астані (Казахстан, 1993 р.), Москві (Росія, 1994 р.), Венгожево (Польща, 1995 р.), Нью-Йорку, Філадельфії, Чикаго, (США, 1998 р.), Варшаві (Польща, 2002 р.), Ясло, Кракові (Польща, 2005 р.), Стокгольмі (Швеція, 2007 р.), Відні (Австрія, 2018 р.).

Мешкає у Львові.